# Палано (Кјети)
Палано (итал. Pallano) је насеље у Италији у округу Кјети, региону Абруцо.
Према процени из 2011. у насељу је живело 28 становника. Насеље се налази на надморској висини од 95 м.